# Benassay
Benassay korábbi község Franciaország Új-Aquitania régiójában, Vienne megyében. 2019. január 1-jén La Chapelle-Montreuil és Montreuil-Bonnin korábbi községgel egyesült és az így létrejött Boivre-la-Vallée új község része lett.
Lakosainak száma 856 fő (2018. január 1.). Benassay Les Forges, Vasles, Curzay-sur-Vonne, Latillé, Lavausseau és Sanxay községekkel határos.

## Népesség
A település népességének változása:
| Lakosok száma | 873  | 859  | 861  | 847  | 856  |
|               | 2013 | 2015 | 2016 | 2017 | 2018 |